# Sara Bisschop
Sara Bisschop (Den Haag, 10 februari 1894 - aldaar, 8 december 1992) was een Nederlandse kunstschilderes, tekenares en tekenlerares.

## Leven en werk
Bisschop werd in 1894 in Den Haag geboren als dochter van het schildersechtpaar Richard Bisschop en Suze Robertson. Bisschop volgde opleidingen aan de Koninklijke Academie van Beeldende Kunsten in Den Haag en aan de Rotterdamse Academie voor Beeldende Kunst. Een van haar leermeesters was de kunstschilder Ferdinand Oldewelt. Zij schilderde zowel portretten als figuur-, dier- en scheepsvoorstellingen, maar ook interieurs en stillevens. Naast beeldend kunstenaar was zij ook tekenlerares. Bisschop was lid van Kunstenaarsvereniging Sint Lucas in Amsterdam en van het kunstenaarsgenootschap Pulchri Studio in Den Haag. Op 5 juni 1925 trouwde zij met de kunstschilder, etser en tekenaar Christiaan Hendrik Eckhart. Hun dochter Suzanne Eckhart werd beeldhouwster. Haar werk was meerdere malen te zien op exposities in Amsterdam, Den Haag, Domburg, 's-Hertogenbosch en Wassenaar. In 1976 werd het werk van drie generaties, haar moeder Suze Robertson, zijzelf Sara Bisschop en haar dochter Suzanne Eckhart, gezamenlijk in 's-Hertogenbosch geëxposeerd. Ook al eerder werd werk van Bisschop samen met het werk van haar moeder tentoongesteld.
Bisschop overleed in december 1992 op 98-jarige leeftijd in haar woonplaats Den Haag. Zij werd op 16 december 1992 begraven op de begraafplaats Oud Eik en Duinen aldaar.
- Biografisch Portaal: 95140909
- International Standard Name Identifier: 0000 0003 8814 8829
- Nederlandse Thesaurus van Auteursnamen: 071804609
- RKD-Nederlands Instituut voor Kunstgeschiedenis: 8650
- Virtual International Authority File: 281236661
- WorldCat: E39PBJkD3FmJYhCQHyQgQQpwYP